# شورای جهانی ورزش‌های موتوری
شورای جهانی ورزش‌های موتوری (به انگلیسی: World Motor Sport Council) (اختصاری WMSC) قدرتمندترین قسمت فدراسیون بین‌المللی اتومبیل‌رانی (FIA) است و در مورد قوانین و مقررات مربوط به سری مسابقات مختلف فدراسیون اتومبیل‌رانی، از کارتینگ تا فرمول یک، تصمیم می‌گیرد. WMSC از رئیس FIA، قائم مقام ورزشی، ۷ معاون رئیس FIA، ۱۴ عضو افتخاری و ۵ عضو حقیقی تشکیل شده‌است که همگی، به استثنای رئیس FIA و ۵ عضو حقیقی، باید نماینده یک اداره ملی ورزشی (ASN) باشند که حداقل یک رویداد در تقویم بین‌المللی ورزشی داشته باشد و همچنین دارای ملیت‌های مختلف باشند.